# لي بينجيان
لي بينجيان (بالصينية: 李本舰) (5 مارس 1986 بتشينغداو في الصين - ) هو لاعب كرة قدم صيني في مركز الوسط. لعب مع جيانغسو سونينغ ونادي تيانجين تيدا وSinchi FC ‏.

## وصلات خارجية
- لي بينجيان على موقع قاعدة بيانات كرة القدم.إي يو (الإنجليزية)
- لي بينجيان على موقع Soccerway.com (الإنجليزية)